# Classificació per punts a la Volta a Espanya
La classificació per punts a la Volta a Espanya fou instaurada el 1945, sent una de les classificacions secundàries de la Volta a Espanya. És una classificació que no té en compte el temps, sinó el lloc d'arribada a meta. Des de l'edició de 2009 aquesta classificació es distingeix amb el mallot verd.

## Història
El mallot per distingir el líder de la classificació per punts ha variat al llarg del temps. Del 1945 fins al 2008, s'atorgava el mallot blau amb l'excepció de les edicions del 1987 al 1989 que va ser el verd. Des de l'any 2009 es va introduir de nou el mallot verd.
- 1945 - 1986: Mallot blau
- 1987 - 1989: Mallot verd
- 1990 - 2008: Mallot blau
- 2009 - Act.: Mallot verd

Una classificació similar també està present en les altres dos grans voltes, el Tour de França i Giro d'Itàlia, però, a diferència d'aquestes, a la Volta a Espanya els punts atorgats són els mateixos, independentment de l'etapa.

## Palmarès
| Any     | Ciclista                | Equip                     | Punts | Altres mallots    |
| ------- | ----------------------- | ------------------------- | ----- | ----------------- |
| 1945    | Delio Rodríguez         | Independent               | 2.347 | General           |
| 1946-48 | no atribuït             |                           |       |                   |
| 1949    | no disputada            |                           |       |                   |
| 1950    | no atribuït             |                           |       |                   |
| 1951-54 | no disputada            |                           |       |                   |
| 1955    | Fiorenzo Magni          | Itàlia                    | 128   | -                 |
| 1956    | Rik Van Steenbergen     | Bèlgica                   | 98    | -                 |
| 1957    | Vicent Iturat           | Pirenaic                  | 160   | -                 |
| 1958    | Salvador Botella        | Espanya                   | 202   | -                 |
| 1959    | Rik Van Looy            | Faema-Guerra              | 148   | -                 |
| 1960    | Arthur De Cabooter      | Groene Leeuw-SAS-Sinalco  | 189   | -                 |
| 1961    | Antonio Suárez          | Faema                     | 194   | -                 |
| 1962    | Rudi Altig              | Saint-Raphaël-Gitane      | 143,5 | General           |
| 1963    | Bas Maliepaard          | Saint-Raphaël-Gitane      | 130   | -                 |
| 1964    | José Pérez Francés      | Ferrys                    | 167   | -                 |
| 1965    | Rik Van Looy            | Solo-Supéria              | 243   | -                 |
| 1966    | Jos van der Vleuten     | Televizier-Batavus        | 147   | -                 |
| 1967    | Jan Janssen             | Pelforth-Sauvage-Lejeune  | 209   | General           |
| 1968    | Jan Janssen             | Pelforth-Sauvage-Lejeune  | 142   | -                 |
| 1969    | Raymond Steegmans       | Goldor                    | 1188  | -                 |
| 1970    | Guido Reybrouck         | Germanvox-Wega            | 199,5 | Combinada         |
| 1971    | Cyrille Guimard         | Fagor-Mercier             | 233   | Combinada         |
| 1972    | Domingo Perurena        | KAS-Kaskol                | 224   | -                 |
| 1973    | Eddy Merckx             | Molteni                   | 215,5 | General Combinada |
| 1974    | Domingo Perurena        | KAS-Kaskol                | 210   | -                 |
| 1975    | Miguel María Lasa       | KAS-Kaskol                | 249,5 | -                 |
| 1976    | Dietrich Thurau         | TI-Raleigh                | 147,5 | -                 |
| 1977    | Freddy Maertens         | Flandria-Velda            | 369   | General           |
| 1978    | Ferdi Van Den Haute     | Marc-Zeepcentrale-Superia | 218   | -                 |
| 1979    | Fons De Wolf            | Boule d'Or-Lano           | 219   | -                 |
| 1980    | Sean Kelly              | Splendor-Admiral          | 313   | -                 |
| 1981    | Francisco Javier Cedena | Colchón CR                | 211   | -                 |
| 1982    | Stefan Mutter           | Puch-Eurotex              | 127   | -                 |
| 1983    | Marino Lejarreta        | Alfa Lum-Olmo             | 188   | -                 |
| 1984    | Guido Van Calster       | Del Tongo-Colnago         | 204   | -                 |
| 1985    | Sean Kelly              | Skil-Sem                  | 223   | -                 |
| 1986    | Sean Kelly              | KAS-Mavic                 | 253   | Combinada         |
| 1987    | Alfonso Gutiérrez       | Teka                      | 149   | -                 |
| 1988    | Sean Kelly              | KAS-Canal 10              | 248   | General Combinada |
| 1989    | Malcolm Elliott         | Teka                      | 161   | -                 |
| 1990    | Uwe Raab                | PDM-Concorde              | 173   | -                 |
| 1991    | Uwe Raab                | PDM-Concorde              | 169   | -                 |
| 1992    | Djamolidín Abdujapàrov  | Carrera Jeans             | 157   | -                 |
| 1993    | Tony Rominger           | CLAS-Cajastur             | 247   | General Muntanya  |
| 1994    | Laurent Jalabert        | ONCE                      | 243   | -                 |
| 1995    | Laurent Jalabert        | ONCE                      | 312   | General Muntanya  |
| 1996    | Laurent Jalabert        | ONCE                      | 237   | -                 |
| 1997    | Laurent Jalabert        | ONCE                      | 206   | -                 |
| 1998    | Fabrizio Guidi          | Team Polti                | 206   | -                 |
| 1999    | Frank Vandenbroucke     | Cofidis                   | 129   | -                 |
| 2000    | Roberto Heras           | Kelme-Costa Blanca        | 136   | General           |
| 2001    | José María Jiménez      | iBanesto.com              | 130   | Muntanya          |
| 2002    | Erik Zabel              | Team Telekom              | 188   | -                 |
| 2003    | Erik Zabel              | Team Telekom              | 181   | -                 |
| 2004    | Erik Zabel              | T-Mobile Team             | 152   | -                 |
| 2005    | Alessandro Petacchi     | Fassa Bortolo             | 169   | -                 |
| 2006    | Thor Hushovd            | Crédit Agricole           | 199   | -                 |
| 2007    | Daniele Bennati         | Lampre-Fondital           | 147   | -                 |
| 2008    | Greg Van Avermaet       | Silence-Lotto             | 158   | -                 |
| 2009    | André Greipel           | Team Columbia-HTC         | 150   | -                 |
| 2010    | Mark Cavendish          | Team HTC-Columbia         | 156   | -                 |
| 2011    | Bauke Mollema           | Rabobank                  | 122   | -                 |
| 2012    | Alejandro Valverde      | Movistar Team             | 199   | Combinada         |
| 2013    | Alejandro Valverde      | Movistar Team             | 152   | -                 |
| 2014    | John Degenkolb          | Team Giant-Shimano        | 169   | -                 |
| 2015    | Alejandro Valverde      | Movistar Team             | 118   | -                 |
| 2016    | Fabio Felline           | Trek-Segafredo            | 100   | -                 |
| 2017    | Christopher Froome      | Team Sky                  | 158   | General Combinada |
| 2018    | Alejandro Valverde      | Movistar Team             | 131   |                   |
| 2019    | Primož Roglič           | Team Jumbo-Visma          | 155"  | General           |
| 2020    | Primož Roglič           | Team Jumbo-Visma          | 204   | General           |
| 2021    | Fabio Jakobsen          | Deceuninck-Quick Step     | 250   | -                 |
| 2022    | Mads Pedersen           | Trek-Segafredo            | 409   | -                 |
| 2023    | Kaden Groves            | Alpecin-Deceuninck        | 315   | -                 |
| 2024    | Kaden Groves            | Alpecin-Deceuninck        | 226   | -                 |

### Palmarès per país
| #  | País          | Núm. de victòries | Núm. de vencedors diferents | Darrera victòria                |
| -- | ------------- | ----------------- | --------------------------- | ------------------------------- |
| 1  | Espanya       | 17                | 13                          | Alejandro Valverde (2018)       |
| 2  | Bèlgica       | 13                | 12                          | Greg Van Avermaet (2008)        |
| 3  | Alemanya      | 9                 | 6                           | John Degenkolb (2014)           |
| 4  | Països Baixos | 6                 | 5                           | Fabio Jakobsen (2021)           |
| 5  | França        | 5                 | 2                           | Laurent Jalabert (1997)         |
| 5  | Itàlia        | 5                 | 5                           | Fabio Felline (2016)            |
| 7  | Irlanda       | 4                 | 1                           | Sean Kelly (1988)               |
| 8  | Regne Unit    | 3                 | 3                           | Christopher Froome (2017)       |
| 9  | Suïssa        | 2                 | 2                           | Tony Rominger (1993)            |
| 9  | Eslovènia     | 2                 | 1                           | Primož Roglič (2020)            |
| 9  | Austràlia     | 2                 | 1                           | Kaden Groves (2024)             |
| 12 | Uzbekistan    | 1                 | 1                           | Djamolidine Abdoujaparov (1992) |
| 12 | Noruega       | 1                 | 1                           | Thor Hushovd (2006)             |
| 12 | Dinamarca     | 1                 | 1                           | Mads Pedersen (2022)            |

### Palmarès per ciclistes
| # | Ciclista           | País          | Núm. de victòries | Anys                   |
| - | ------------------ | ------------- | ----------------- | ---------------------- |
| 1 | Seán Kelly         | Irlanda       | 4                 | 1980, 1985, 1986, 1988 |
| 1 | Laurent Jalabert   | França        | 4                 | 1994, 1995, 1996, 1997 |
| 1 | Alejandro Valverde | Espanya       | 4                 | 2012, 2013, 2015, 2018 |
| 4 | Erik Zabel         | Alemanya      | 3                 | 2002, 2003, 2004       |
| 5 | Rik Van Looy       | Bèlgica       | 2                 | 1959, 1965             |
| 5 | Jan Janssen        | Països Baixos | 2                 | 1967, 1968             |
| 5 | Domingo Perurena   | Espanya       | 2                 | 1972, 1974             |
| 5 | Uwe Raab           | Alemanya      | 2                 | 1990, 1991             |
| 5 | Primož Roglič      | Eslovènia     | 2                 | 2019, 2020             |
| 5 | Kaden Groves       | Austràlia     | 2                 | 2023, 2024             |